# میتچل گولدهار
میتچل گولدهار (انگلیسی: Mitchell Goldhar؛ زادهٔ ۲ ژانویهٔ ۱۹۶۲) کارآفرین و سرمایه‌دار اهل کانادا است، که در سال ۱۹۹۴ شرکت اسمارت سنترز را تأسیس کرد.